# Milone
Milone di Crotone (in greco antico: Μίλων?, Mílōn; Crotone, seconda metà del VI secolo a.C. – Crotone, ...) è stato un lottatore greco antico.
Oltre ai meriti delle vittorie olimpiche, a detta dello storico Diodoro Siculo, Milone fu il miocondottiero che permise a Crotone di sconfiggere il potente esercito della città rivale di Sibari nel 510 a.C. Si ritiene anche che Milone fosse un adepto o, quanto meno, un simpatizzante del filosofo Pitagora. Secondo una leggenda, Milone avrebbe salvato Pitagora dal crollo di un tetto. Un'altra fonte asserisce che Milone sposò la figlia del filosofo, Myia. Morì, pare, divorato da un branco di lupi che lo sorpresero mentre era incastrato nel tronco di un vecchio albero di ulivo che stava per spaccare.
Vinse per 7 volte le Olimpiadi. Come la maggior parte degli antichi atleti greci, Milone divenne rapidamente oggetto di leggende che ne glorificavano la forza e il valore. A partire dal Rinascimento, e ancor più durante il Neoclassicismo, il mito di Milone tornò in Europa e alimentò la fantasia di diversi artisti: scultori come Alessandro Vittoria o Pierre Puget, pittori come Étienne-Maurice Falconet e James Barry, fino ai letterati come Shakespeare.

## Biografia
Si narra che da ragazzo, per allenarsi, portasse tutti i giorni un vitello appena  nato sulle spalle. Col tempo l'animale cresceva e per la costanza del suo esercizio quotidiano, Milone divenne così forte da poter sollevare e portare sulle spalle il toro adulto. 
La sua prima vittoria alle Olimpiadi la ottenne a soli 15 anni: partecipò e vinse nella categoria della lotta; nel corso della sua vita ottenne sei vittorie olimpiche, disputate fra il 540 a.C. e il 512 a.C., altre sei vittorie ai Giochi Pitici, dieci ai Giochi Istmici e nove ai Giochi Nemei. La sua specialità era l'orthepale, un tipo di lotta.
Partecipando alle olimpiadi per la settima volta, Milone affrontò in finale un suo concittadino, il diciottenne Timasiteo, il quale lo ammirava fin da piccolo e da lui aveva imparato anche molte mosse. Ebbene, il suo avversario si inchinò al campione in segno di grande rispetto, senza nemmeno iniziare a combattere.
Per le sue imprese un tifoso di nome Dameas gli fece erigere una statua nello stadio di Olimpia, in cui era rappresentato ritto su un disco con i piedi uniti.
La sua fama è legata alla incredibilmente lunga serie di vittorie negli Agoni Sacri Panellenici, le maggiori manifestazioni sportive dell'antica Grecia: 7 volte alle Olimpiadi, 7 volte alle Pitiche di Delfi, 9 volte alle Nemee e 10 volte alle Istmiche presso Corinto. In 28 anni di carriera, Milone vinse 33 volte.
Alto circa due metri, era noto, oltre che per la straordinaria forza, anche per il grande appetito. Pare, infatti, che una volta avesse portato di peso un toro di 4 anni allo stadio, facendo un giro di campo con l'animale sulle spalle, che l'abbia ucciso con un colpo solo, arrostito e mangiato tutto nello stesso giorno. Come se non bastasse, si racconta che egli fosse in grado di sollevare un uomo con un dito della mano.
Oltre che atleta insuperabile (è rimasto il più noto atleta crotonese della storia), Milone si dimostrò ottimo guerriero: infatti nella battaglia scoppiata tra Sibari e Crotone guidò l'esercito della sua città alla vittoria.
Si racconta che Milone fosse stato discepolo di Pitagora, di cui sposò la figlia Myia. Ne nacque la futura moglie del medico pitagorico Democede di Crotone.
La data della sua morte è sconosciuta ma, come per la maggior parte degli antichi greci famosi, le circostanze sono divenute un mito. Secondo la versione riportata da varie fonti antiche, l'ormai anziano Milone stava attraversando un bosco quando s'imbatté in un ulivo secolare sacro alla dea Hera, antistante al tempio di Era Lacinia, dal tronco cavo. Il lottatore inserì le mani nella fenditura per aprire il tronco in un'ultima dimostrazione di vigore, ma la dea, adirata da quell'atto sacrilego, lo punì facendogli venire meno le forze ed egli vi rimase incastrato, divenendo preda di un leone o, secondo altri, di un branco di lupi.

## Le Vittorie
| Specialità | Giochi       | Anno     |
| ---------- | ------------ | -------- |
| Fanciulli  | Olimpici 60  | 540 a.C. |
| Fanciulli  | Istmici      | 539 a.C. |
| Fanciulli  | Pitici       | 538 a.C. |
| Adulti     | Istmici      | 537 a.C. |
| Adulti     | Istmici      | 535 a.C. |
| Adulti     | Pitici       | 534 a.C. |
| Adulti     | Nemei        | 533 a.C. |
| Adulti     | Istmici      | 533 a.C. |
| Adulti     | Olimpiade 62 | 532 a.C. |
| Adulti     | Nem.         | 531 a.C. |
| Adulti     | Istmici      | 531 a.C. |
| Adulti     | Pitici       | 530 a.C. |
| Adulti     | Nemei        | 529 a.C. |
| Adulti     | Istmici      | 529 a.C. |
| Adulti     | Olimpiade 63 | 528 a.C. |
| Adulti     | Istmici      | 527 a.C. |
| Adulti     | Pitici       | 526 a.C. |
| Adulti     | Nemei        | 525 a.C. |
| Adulti     | Olimpiade 64 | 524 a.C. |
| Adulti     | Nemei        | 523 a.C. |
| Adulti     | Istmici      | 523 a.C. |
| Adulti     | Pitici       | 522 a.C. |
| Adulti     | Nemei        | 521 a.C. |
| Adulti     | Istmici      | 521 a.C. |
| Adulti     | Olimpiade 65 | 520 a.C. |
| Adulti     | Nemei        | 519 a.C. |
| Adulti     | Istmici      | 519 a.C. |
| Adulti     | Pitici       | 518 a.C. |
| Adulti     | Nemei        | 517 a.C. |
| Adulti     | Istmici      | 517 a.C. |
| Adulti     | Olimpiade 66 | 516 a.C. |
| Adulti     | Pitici       | 514 a.C. |
| Adulti     | Olimpiade 67 | 512 a.C. |

## Lascito
Il mito della forza e della vita di Milone ha alimentato la fantasia di diversi artisti, facendo del lottatore il soggetto di opere d'arte e di letteratura.

### Arte
Già nel 1590 il bronzista veneziano Alessandro Vittoria fuse una statua raffigurante Milone. La morte del lottatore divenne poi un soggetto ricorrente nella produzione artistica del XVIII secolo ma, per onorare il personaggio, si ricorse spesso alla raffigurazione dei leoni invece che dei lupi quali responsabili della sua morte. Nella scultura Milone di Crotone del francese Pierre Puget (1682), l'artista predilesse invece una rilettura del mito in chiave barocca, focalizzando come soggetti la vittoria dell'età sulla forza del lottatore e la vana gloria del trofeo olimpico. Il Milone di Crotone di Étienne-Maurice Falconet (1754) permise all'artista di ottenere l'accesso alla prestigiosa Accademia di Belle Arti di Parigi, seppur l'opera venne poi criticata per la mancanza di stoica rassegnazione alla morte che all'epoca si pretendeva in un soggetto neoclassico. Sempre nel Settecento, il pittore Joseph-Benoît Suvée realizzò l'olio su tela La morte di Milone. Nel XIX secolo, uno sconosciuto artista realizzò una statua bronzea di Milone ora in Holland Park, a Londra e il pittore irlandese James Barry tornò a raffigurare su tela la morte del lottatore.

### Letteratura
François Rabelais citò Milone di Crotone nel suo Gargantua, Shakespeare fece lo stesso nel secondo atto dell'opera Troilo e Cressida e Alexandre Dumas descrive brevemente la figura di Milone in Vent'anni dopo e lo cita nel Visconte di Bragelonne. Balzac lo cita nelle Illusioni perdute. Compare anche in Cime Tempestose di Emily Brontë. 

### Sport
Ancora oggi tutti gli anni si disputa il Trofeo Milone di Lotta.

## Curiosità
- Una statua di Milone si trova allo Stadio dei Marmi di Roma.
- Una statua di Milone si trova nello stadio di Olimpia.
- Nel 2009, la band irlandese Cataways pubblica un album il cui singolo si intitola Milo of Kroton.
- La Nestlè produce bevande e prodotti ispirati al famoso Milo di Crotone.
- La Coca-Cola dedica una cartolina ai più grandi campioni Olimpici. Tra di essi Milone di Crotone.
- Una copia della statua Milone di Puget (Parigi, Louvre) si trova in Cours Estienne d'Orves a Marsiglia in Francia.
- Una copia della statua Milone di Puget (Parigi, Louvre) nel Parque Buenos Aires di San Paolo in Brasile.
- Una copia della statua Milone di Puget (Parigi, Louvre) si trova, da maggio 2016, nel piazzale antistante il PalaMilone a Crotone.[7]
- Una statua colossale, Milone di Crotone, del celebre artista John Graham Lough si trova nei giardini di Blagdon Hall, in Inghilterra.
- Citazione di Milo de Crotone in un fumetto disneyano che ha come personaggio chiave l'archeologo Zapotek.[8]
- Citazione nel romanzo Il Capitan Fracassa di Theophile Gautier, nel capitolo 7.
- La TriKing Games e The History Channel si sono uniti per realizzare: Anachronism; un gioco di combattimento, tra i combattenti vi è Milone di Crotone.
- Nel Maine, negli Stati Uniti, esiste una città, Milo, che prende il nome da Milone di Crotone.

## Galleria d'immagini

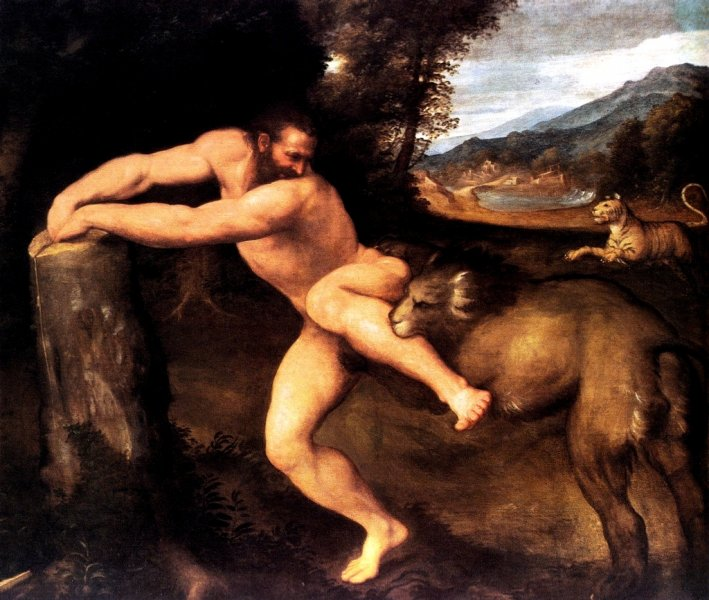
Milone dilaniato dal leone, dipinto del Pordenone (Chicago, Smart Museum of Art).
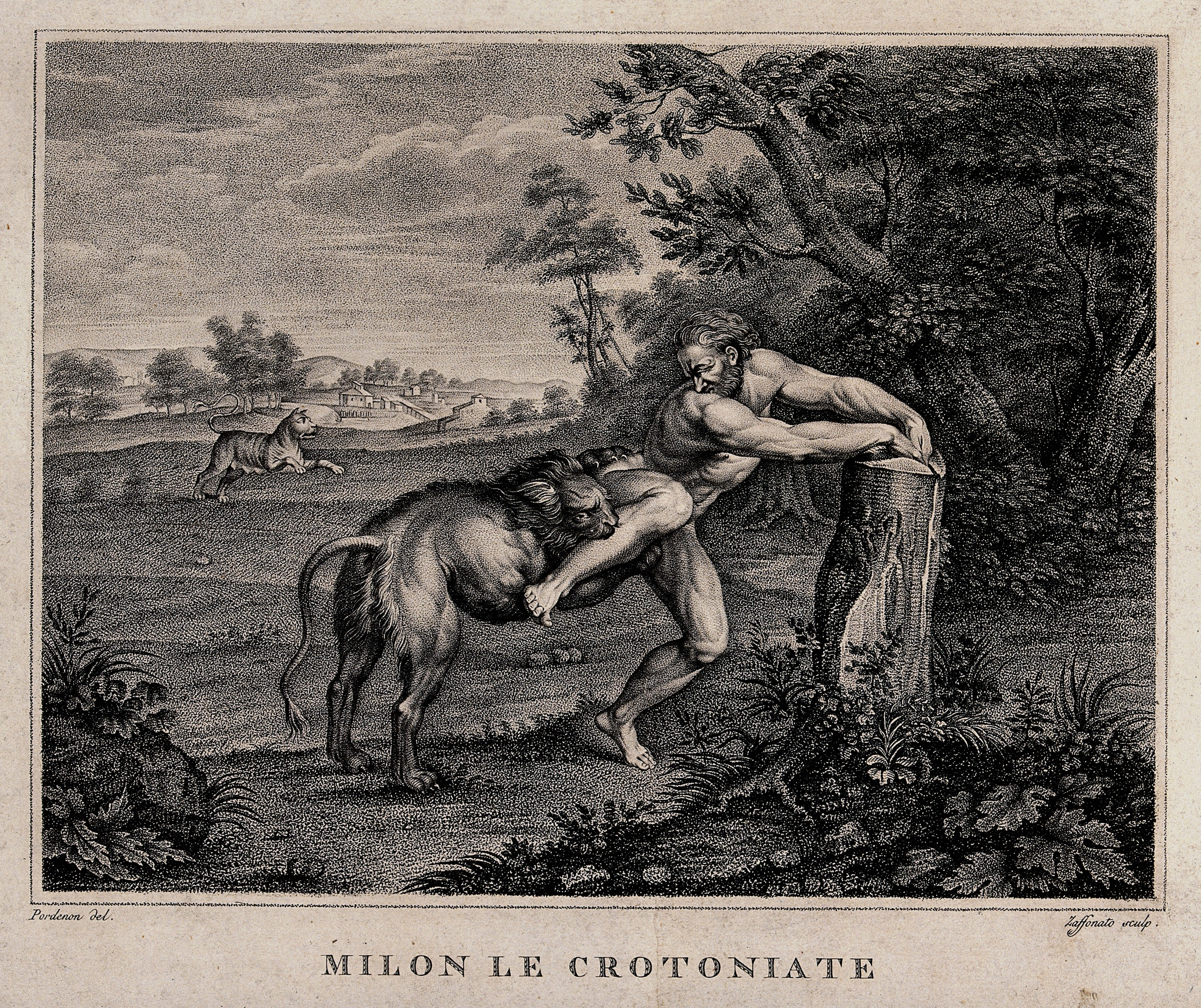
Milone di Crotone, incisione di Andrea Zaffonato, ispirato dall'opera del Pordenone.
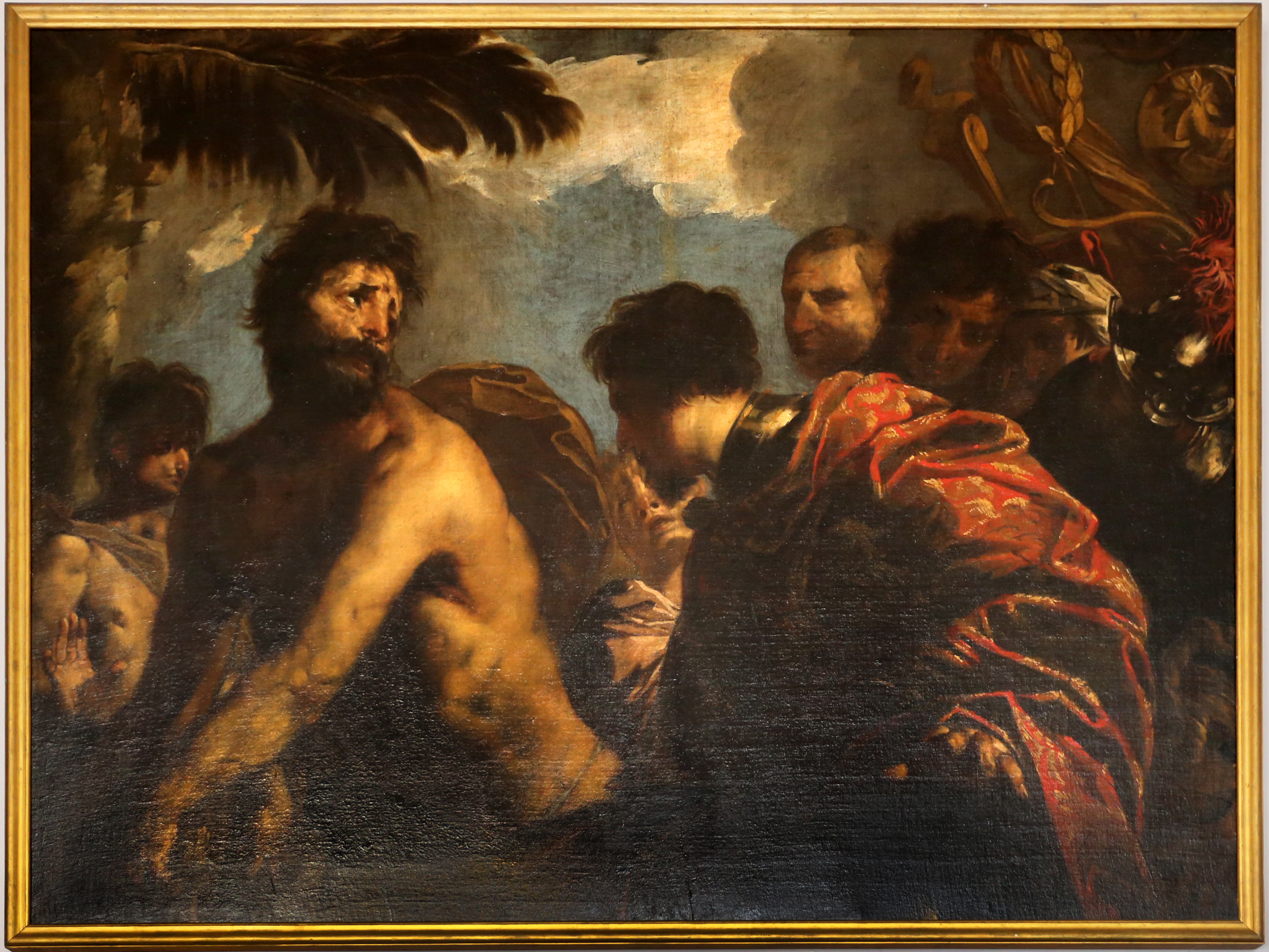
Milone di Crotone, dipinto di Francesco Maffei (1657 circa; Venezia, Pinacoteca Querini Stampalia).
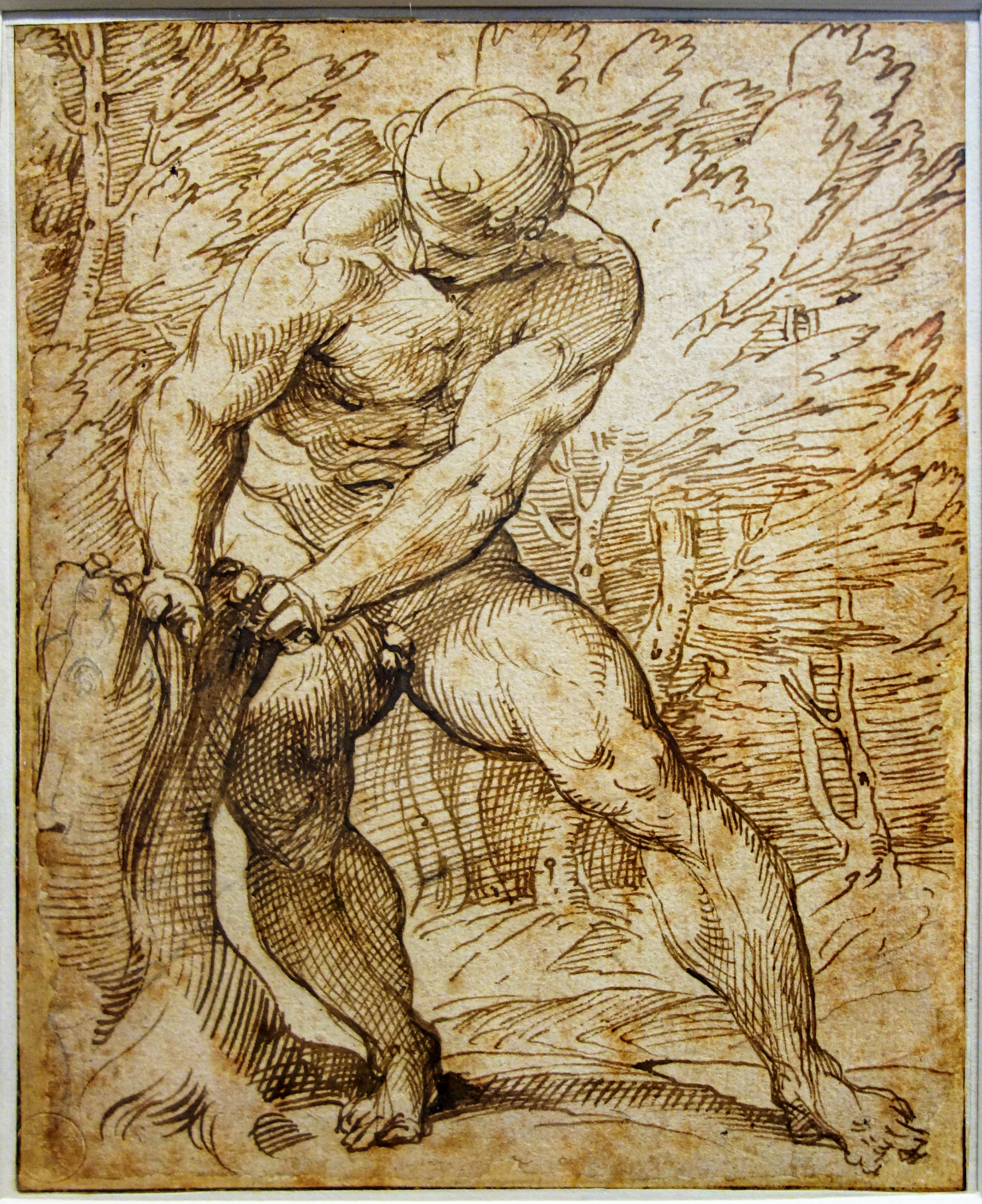
Milone di Crotone, disegno di Agostino Carracci (XVI secolo; Lilla, Palais des Beaux-Arts).
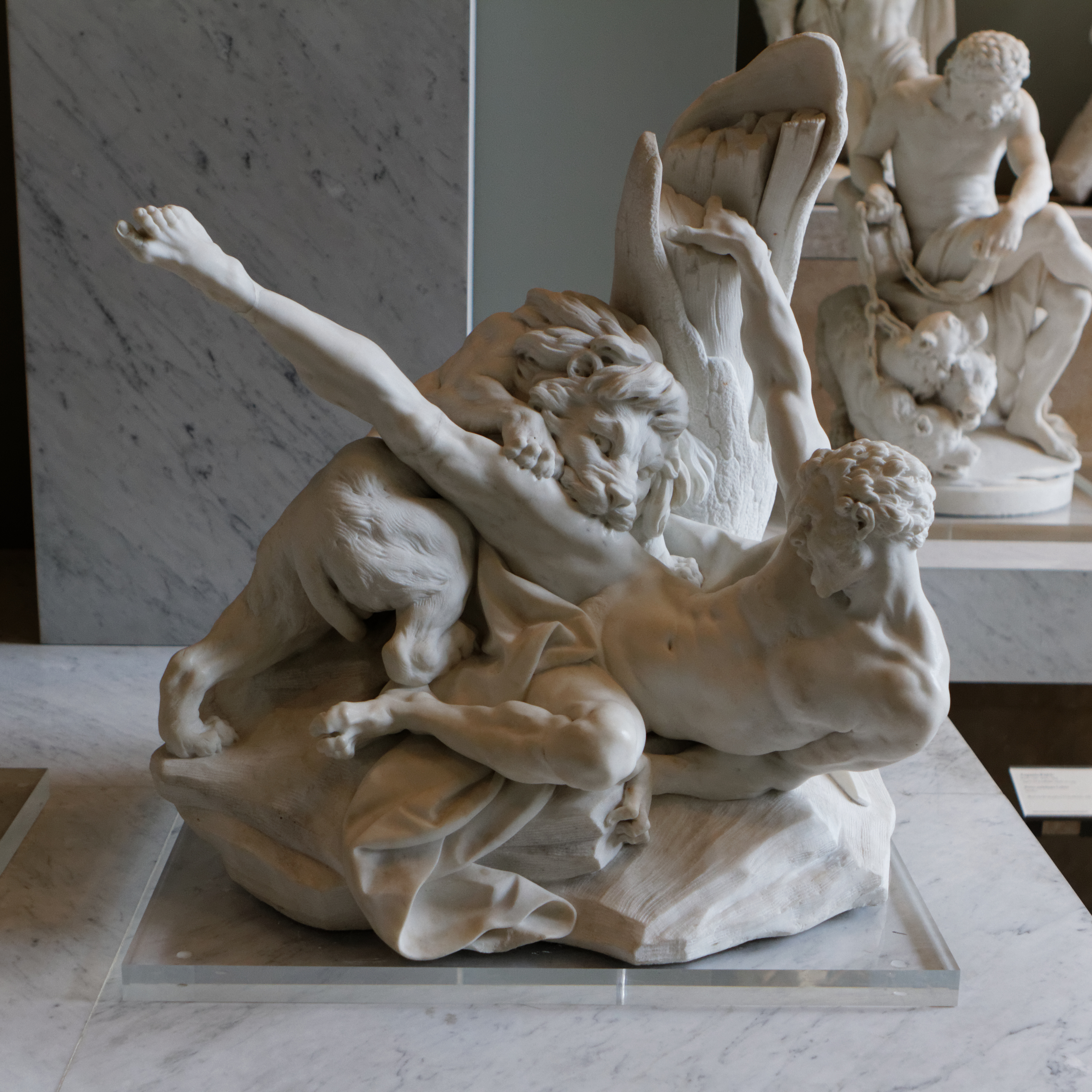
Milone di Crotone, scultura di Étienne Maurice Falconet (1754; Parigi, Musée du Louvre).
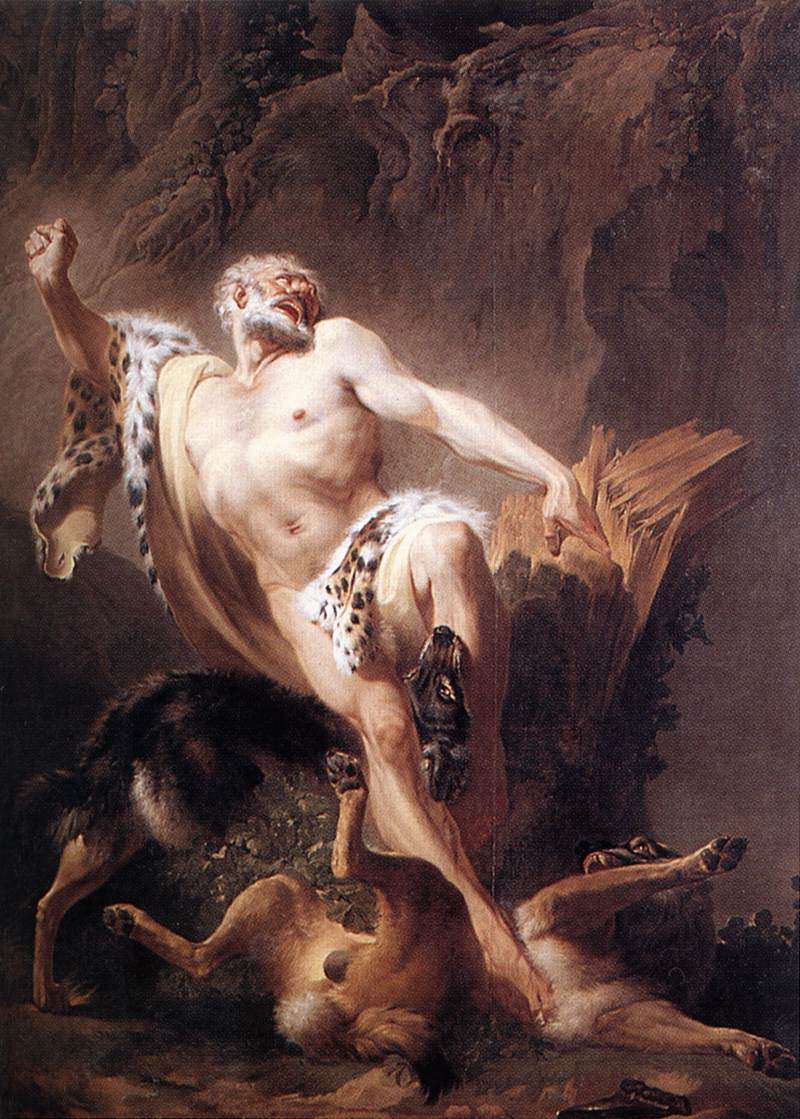
La morte di Milone, dipinto di Joseph-Benoît Suvée (1763; Bruges, Groeningemuseum).
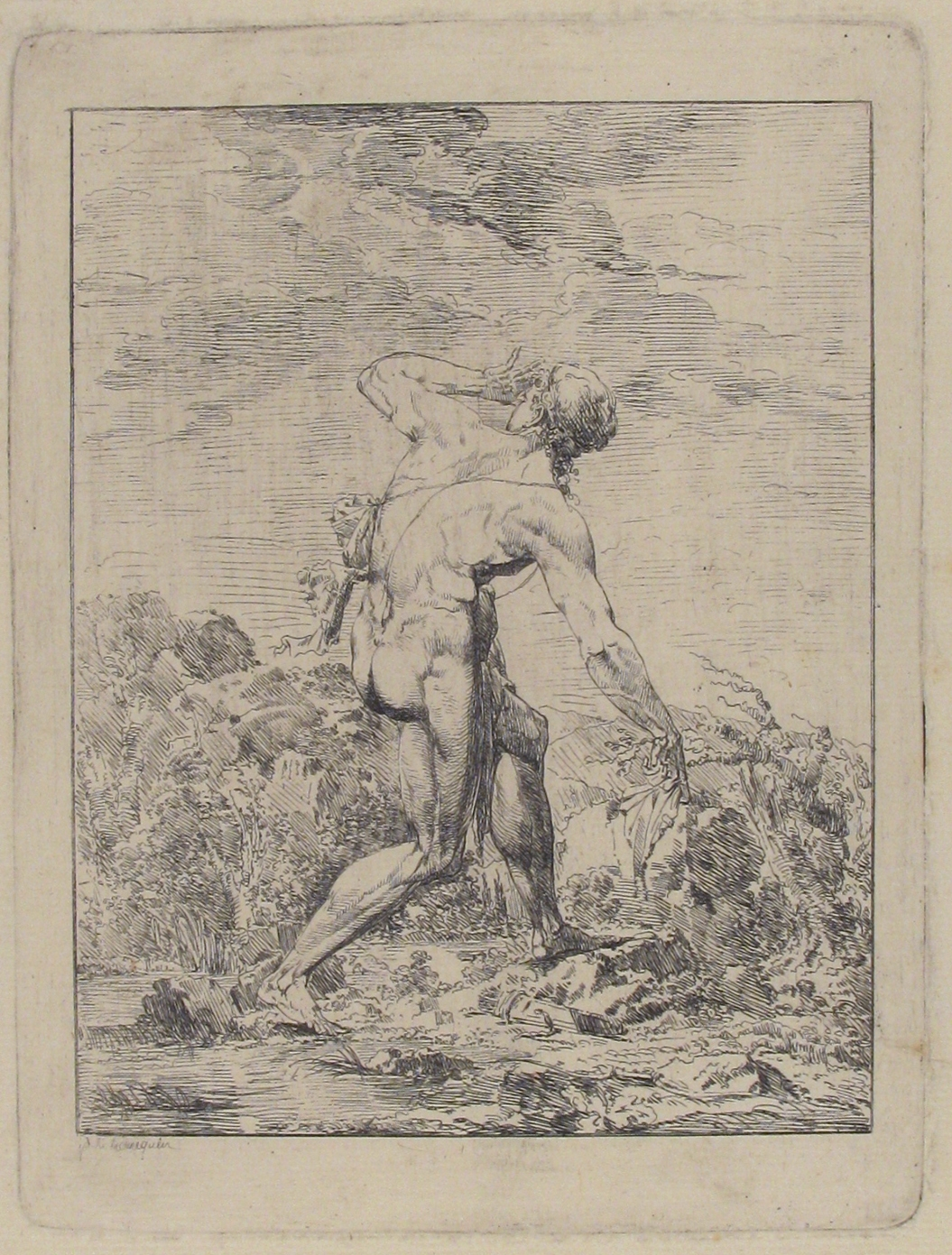
Milone di Crotone, acquaforte di Philippe-Auguste Hennequin (XVIII-XIX secolo; New York, Metropolitan Museum of Art).
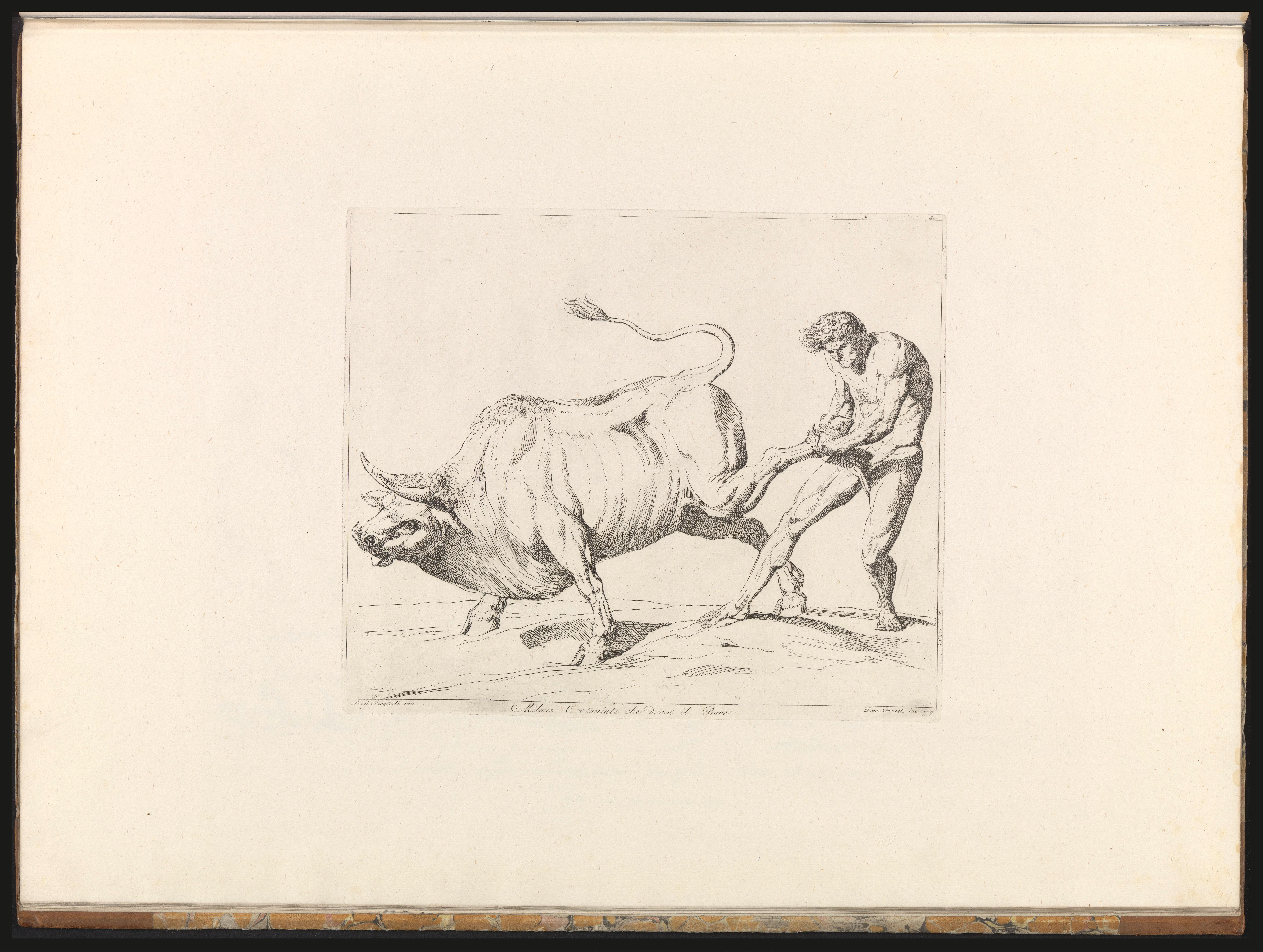
Milone che doma il bove (1804; Amsterdam, Rijksmuseum).
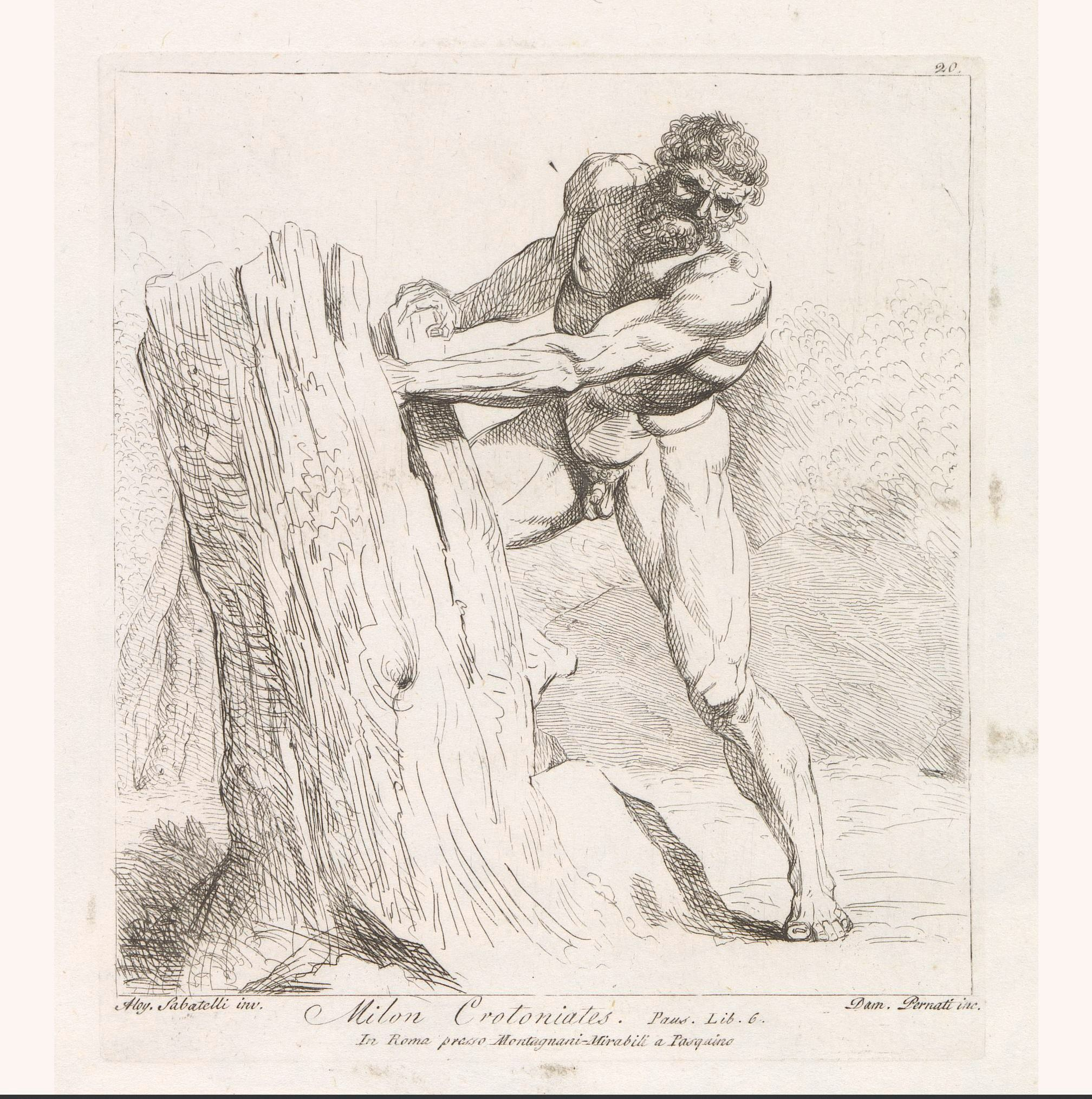
Milone, illustrazione di Luigi Sabatelli del 1804.
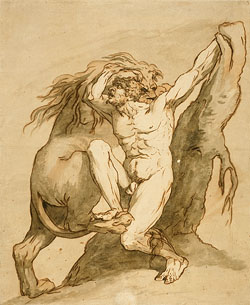
La morte di Milone di Crotone, disegno di James Barry (1806 circa).
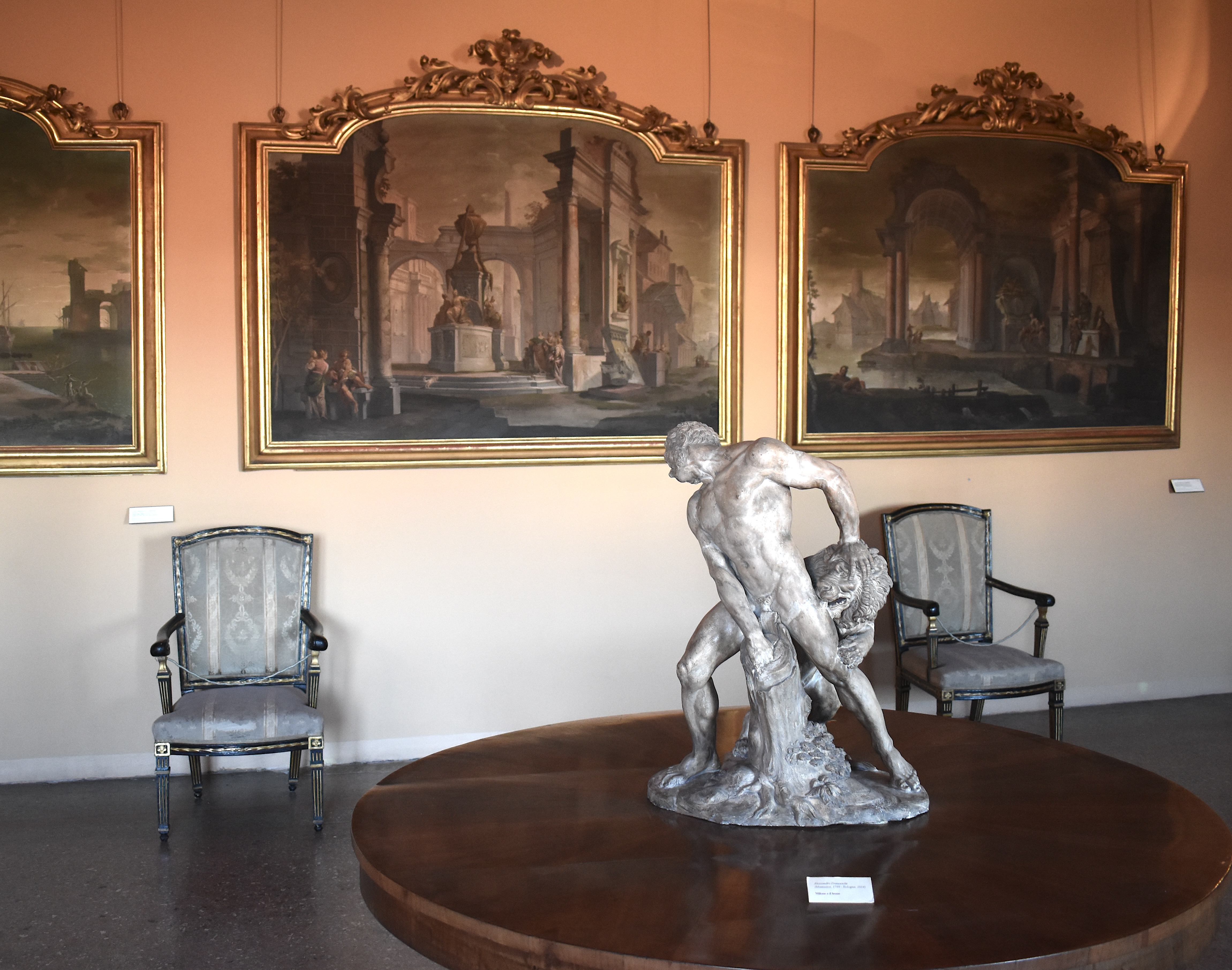
Milone e il leone, scultura di Alessandro Franceschi (1814 circa; Bologna, Collezioni Comunali d'Arte di Palazzo d'Accursio).
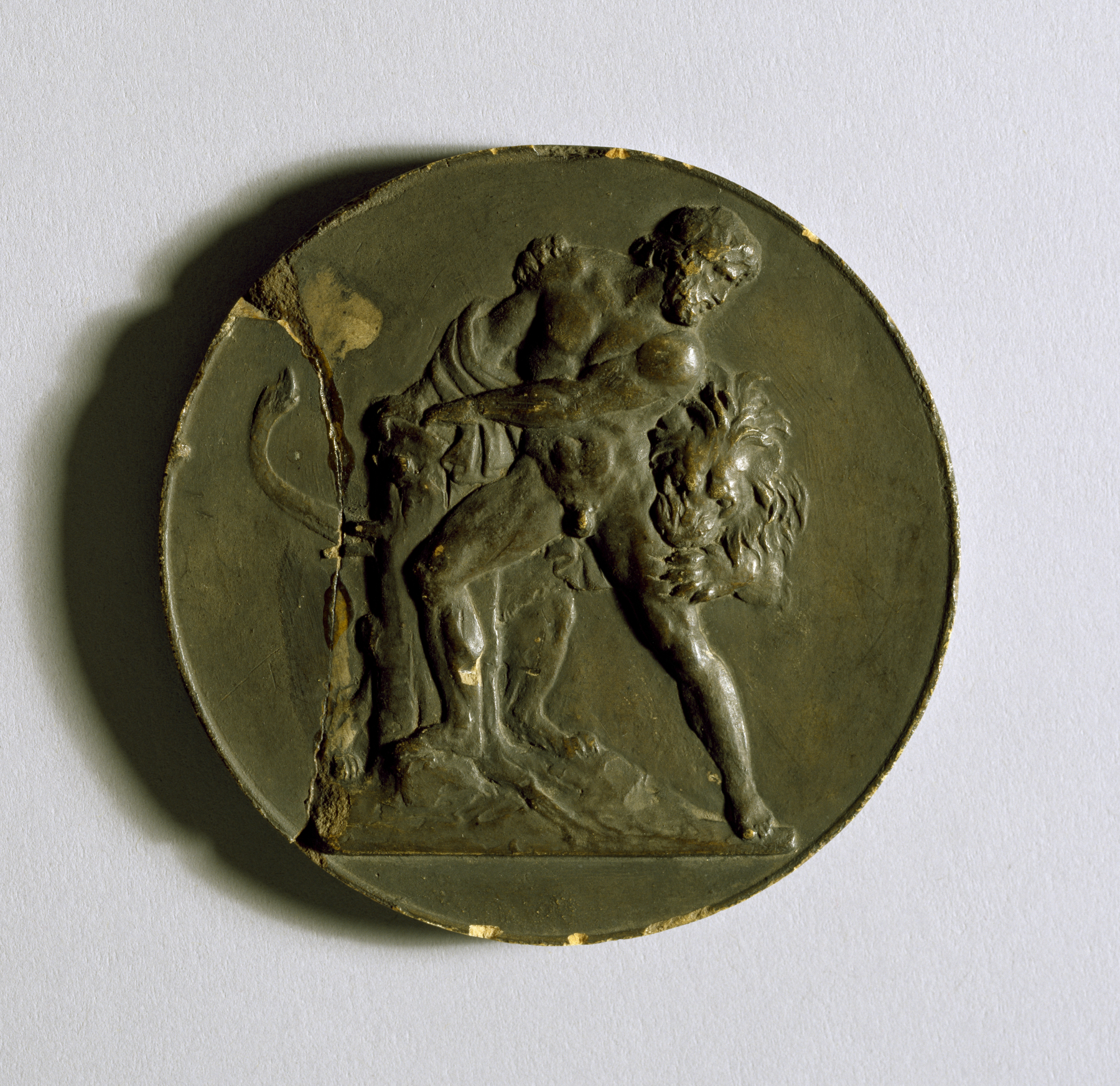
Medaglione effigiato con Milone, realizzato da Antoine-Louis Barye (1819; Baltimora, Walters Art Museum).
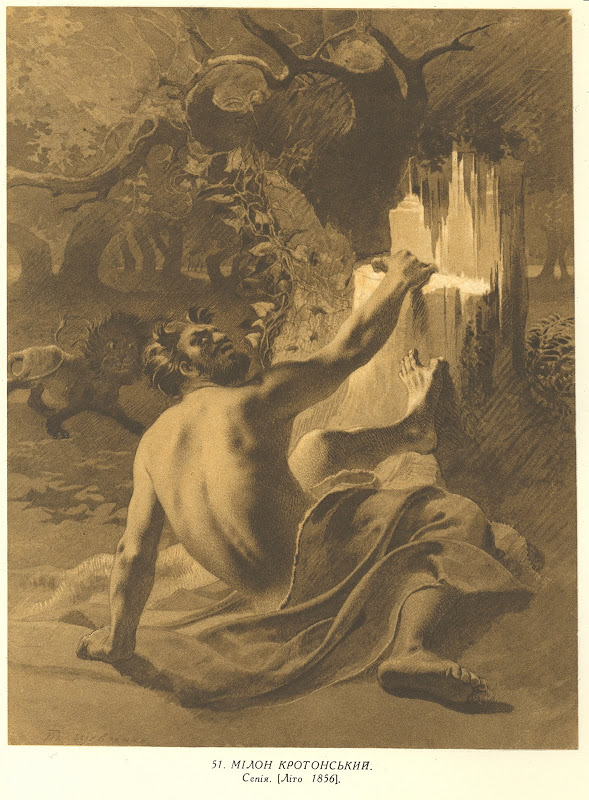
Milone, dipinto di Taras Ševčenko (1856).
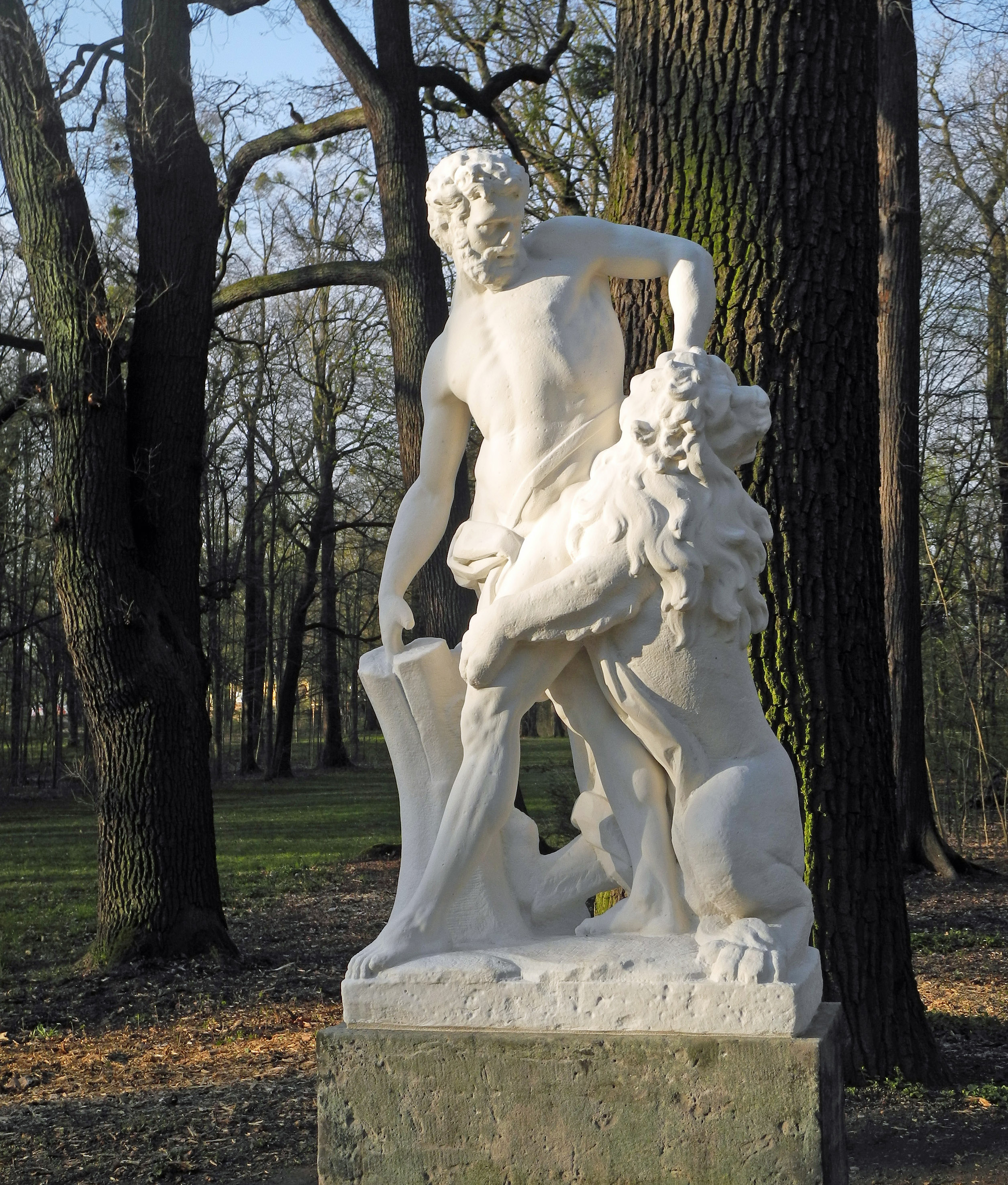
Milone che combatte il leone, scultura di Jean-Joseph Vinache, al Großer Garten di Dresda.
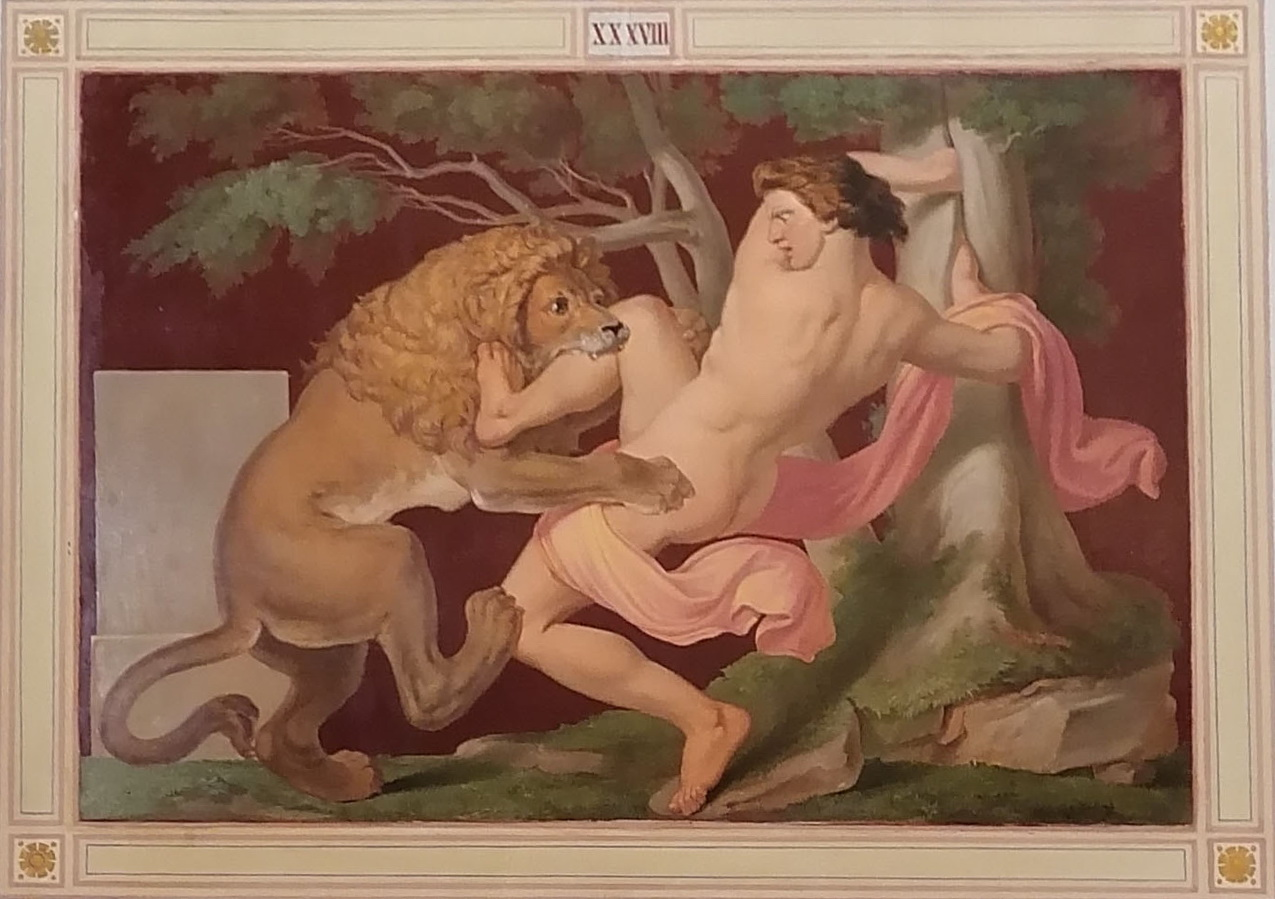
Milone, rappresentato da Johann Georg Hiltensperger alla Galleria della pittura antica, nel Nuovo Ermitage (XXXVIII sala).